# Clan Maeda
Il clan Maeda (前田氏?, Maeda-shi) fu un clan di samurai del Giappone durante l'epoca Sengoku e dominò principalmente la regione di Hokuriku fino al rinnovamento Meiji.

## Origini
Le origini del clan Maeda non sono chiare, anche se ai tempi di Toshiie fu dichiarato che discendevano da Sugawara no Michizane tramite il quale prese lo stemma della famiglia dei fiori di prugna. Tuttavia storicamente provenivano dal villaggio di Arako (oggi nella città di Nagoya) nella provincia di Owari.
Maeda Nagatane (1550-1631) entrò al servizio di Maeda Toshiie, ed i suoi discendenti divennero servitori ereditari del clan Maeda del dominio di Kaga. Questo ramo ricevette il titolo Kazoku di danshaku (barone) dopo la restaurazione Meiji.
Un ramo cadetto della provincia di Owari ricevette il castello di Arako in quello che ora fa parte di Nakagawa-ku, Nagoya. Maeda Toshimasa (morto 1560) entrò al servizio di Oda Nobuhide che governò la provincia di Owari dal suo castello di Kiyosu. Anche suo figlio Toshihisa (morto 1587) servì il clan Oda e fu costretto a ritirarsi in favore di suo fratello, Toshiie.
Un altro membro famoso della famiglia fu Maeda Toshimasu, comunemente noto come Maeda Keiji. Sebbene fosse biologicamente figlio di Takigawa Kazumasu, fu adottato da Toshihisa. Viene ricordato come un grande guerriero. Secondo la leggenda sfondò la prima linea del clan Mogami guidando un gruppo di soli otto cavalieri durante una battaglia in cui ha combattuto per il clan Uesugi.

## Periodo Sengoku ed Edo
Maeda Toshiie fu uno dei principali generali di Oda Nobunaga. Iniziò la sua carriera dal basso, scalando i ranghi e mettendosi sotto il comando personale di Nobunaga e in seguito divenne un capitano di fanteria (足 軽 大将?, ashigaru taishō). Fin dalla sua giovinezza fu uno stretto confidente di Nobunaga e un amico di Toyotomi Hideyoshi. Dopo aver sconfitto il clan Asakura, combatté sotto Shibata Katsuie nella regione di Hokuriku contribuendo alla soppressione degli Ikkō-ikki, partecipò alla battaglia di Anegawa del 1570 e alla battaglia di Tedorigawa del 1577. Alla fine gli fu concesso il feudo di Fuchu nella provincia di Etchū (30.000 koku) e nel 1581 ricevette l'intera provincia di Noto (230.000 koku), a cui aggiunse altri territori nella provincia di Kaga per formare il dominio di Kaga.
Dopo la morte di Nobunaga promise fedeltà a Toyotomi Hideyoshi, e i suoi territori furono espansi per coprire tutte e tre le province di Noto, Kaga ed Etchū, con un valore totale di oltre un milione di koku. Toshiie divise il feudo tra i suoi figli. Il figlio maggiore Maeda Toshinaga partecipò alla battaglia di Sekigahara e costruì il castello di Kanazawa; venne riconosciuto come daimyō del dominio di Kaga sotto lo shogunato Tokugawa. Il clan Maeda mantenne buoni rapporti con il clan Tokugawa attraverso i legami matrimoniali e, sebbene fosse un clan Tozama, gli fu permesso usare il nome di "Matsudaira" come onorificenza.
Il clan continuò a governare il dominio Kaga dal loro quartier generale a Kanazawa dal 1583 fino alla restaurazione Meiji nel 1868. Maeda Toshitsune creò due rami cadetti del clan a Toyama (100.000 koku) e Daishōji (70.000 koku). Un altro ramo cadetto del clan fu fondato da Maeda Toshitaka, il quinto figlio di Maeda Toshiie, nel dominio di Nanokaichi nella provincia di Kōzuke. Tutti questi rami cadetti continuarono ad essere governati dal clan Maeda fino al restauro Meiji. Tuttavia, il clan Maeda era spesso afflitto da incidenti di O-Ie Sōdō, e molti primogeniti del clan morivano giovani o senza eredi. Il clan non ebbe un ruolo di primo piano nella guerra Boshin. 
Dopo l'inizio del periodo Meiji gli ex capi dei vari rami del clan mantennero importanti cariche con il sistema Kazoku.

## Capi famiglia

### Owari-Arako
1. Maeda Toshitaka
2. Maeda Toshimasa
3. Maeda Toshihisa (morto 1587)
4. Maeda Toshiie
5. Maeda Hidetsugu (morto 1586)

### Kaga
1. Maeda Toshitaka
2. Maeda Toshimasa
3. Maeda Toshiie
4. Maeda Toshinaga
5. Maeda Toshitsune
6. Maeda Mitsutaka
7. Maeda Tsunanori
8. Maeda Yoshinori
9. Maeda Munetoki
10. Maeda Shigehiro
11. Maeda Shigenobu
12. Maeda Shigemichi
13. Maeda Harunaga
14. Maeda Narinaga
15. Maeda Nariyasu
16. Maeda Yoshiyasu
17. Maeda Toshitsugu (1858-1900)
18. Toshinari Maeda
19. Toshitatsu Maeda (1908-1989)
20. Toshiyasu Maeda (b.1935)
21. Toshinori Maeda (b.1963, capo)
22. Toshiyuki Maeda

### Toyama
1. Maeda Toshitsugu (1617 – 1674)
2. Maeda Masatoshi (1649 – 1706)
3. Maeda Toshioki (1678 – 1733)
4. Maeda Toshitaka (1690 – 1745)
5. Maeda Toshiyuki (1730 – 1762)
6. Maeda Toshitomo (1737 – 1794)
7. Maeda Toshihisa (1762 – 1787)
8. Maeda Toshinori (1768 – 1801)
9. Maeda Toshitsuyo (1772 – 1836)
10. Maeda Toshiyasu (Toyama) (1800– 1859)
11. Maeda Toshitomo (1834 – 1854)
12. Maeda Toshikata (1835 – 1904)
13. Maeda Toshiatsu (1856 – 1921)
14. Maeda Toshio (1886 – 1966)
15. Maeda Toshinobu
16. Maeda Akitoshi

### Daishōji
1. Maeda Toshiharu (1618 – 1660)
2. Maeda Toshiaki (1638 – 1692)
3. Maeda Toshinao (1672 – 1711)
4. Maeda Toshiakira (1691 – 1737)
5. Maeda Toshimichi (1733 – 1781)
6. Maeda Toshiaki (1758 – 1791)
7. Maeda Toshitane (1760 – 1788)
8. Maeda Toshiyasu (1779 – 1806)
9. Maeda Toshikore (1785 – 1837)
10. Maeda Toshinaka (1812 – 1838)
11. Maeda Toshihira (1824 – 1849)
12. Maeda Toshinori (1833 – 1855)
13. Maeda Toshimichi (1835 – 1855)
14. Maeda Toshika (1841 – 1920)
15. Maeda Toshimitsu (1905-?)
16. Maeda Toshihiro (nato 1929)

### Daishōjishinden
1. Maeda Toshimasa (1684-1709)

### Nanokaichi
1. Maeda Toshitaka
2. Maeda Toshimoto (1625-1685)
3. Maeda Toshihiro (1645-1693)
4. Maeda Toshiyoshi (1670-1695)
5. Maeda Toshifuda (1689-1708)
6. Maeda Toshitada (1699-1756)
7. Maeda Toshihisa (1762 – 1787)
8. Maeda Toshiakira (1691 – 1737)
9. Maeda Toshimochi (1768-1828)
10. Maeda Toshiyoshi (1791-1839)
11. Maeda Toshiakira (1823-1877)
12. Maeda Toshikaki (1850-1896)
13. Maeda Toshisada
14. Maeda Toshitami
15. Maeda Fumisada

### Mino
1. Maeda Nagatane (1550-1631)
2. Maeda Naotomo (1586-1630)
3. Maeda Naomasa (1605-1631)
4. Maeda Takasada (1628-1707)
5. Maeda Takayuki (1663-1721)
6. Maeda Takasuke (1683-1753)
7. Maeda Takamasa (1723-1777)
8. Maeda Takatomo (1759-1832)
9. Maeda Takamoto (1808-1856)
10. Maeda Takanaka (1840-1857)
11. Maeda Takanori (1847-1888)
12. Maeda Ko
13. Maeda Takayuki
14. Maeda Takaya